# 650
650 (DCL) fue un año común comenzado en viernes del calendario juliano, en vigor en aquella fecha.
Es el año 650 del primer milenio, el año 50 del siglo VII y el primer año de la década de 650.

## Acontecimientos
- Los árabes conquistan Persia.
- Se inicia la redacción del Líber iudiciorum (publicado cuatro años después)
- En el actual Perú, los mochicas abandonan la Huaca Dos Cabezas.
- En el norte del Cáucaso, los jázaros ponen fin al reino de los onogures.
- En Teotihuacán, unos 24 km al norte de la actual Ciudad de México termina la fase Xolalpan y comienza la fase Oxtotípac. Comienza el declive de esa ciudad.
- Según leyendas maoríes cerca de este año Ui-te-Rangiora lideró una flota de canoas waka hacia el sur internándose en el océano Antártico hasta alcanzar «rocas que crecen fuera del océano, en el espacio más allá de Rapa.[1]

## Arte y literatura
- Composición de los Hisperica Famina (fecha aproximada).[2]